# Liste der Museen in Gelsenkirchen
Die Liste der Museen in Gelsenkirchen beinhaltet Museen in Gelsenkirchen, die unter anderem Kunst, Kultur und Naturgeschichte vorstellen.

## Liste der Museen
| Bezeichnung                                                 | Stadtbezirk / Stadtteil | Bemerkungen                                          | Bild |
| ----------------------------------------------------------- | ----------------------- | ---------------------------------------------------- | ---- |
| Der Treudank                                                |                         | Zeigt Dokumente der ostpreußischen Stadt Allenstein. |      |
| Dokumentationsstätte „Gelsenkirchen im Nationalsozialismus“ | Erle                    |                                                      |      |
| Kleines Museum                                              |                         | Über den Bergbau und die ehemalige Zeche Hugo.       |      |
| Kunstmuseum Gelsenkirchen                                   | Buer                    |                                                      |      |
| Museum Schloss Horst                                        |                         | zur Geschichte des Schlosses; Erlebnismuseum         |      |
| Schalke-Museum                                              | Erle                    | In der Veltins-Arena.                                |      |
| Skulpturenwald auf der Halde Rheinelbe                      | Ückendorf               |                                                      |      |